# Cooperativa agrícola d'Igualada
La Cooperativa agrícola d'Igualada, o Sindicat de Vinyaters, és un edifici modernista del municipi d'Igualada (Anoia), projectat per l'arquitecte Cèsar Martinell i Brunet entre 1919 i 1921, i construït entre 1921 i 1922. Si el comparem amb altres cellers cooperatius trobarem que aquest és menys ric en la construcció i en l'ornamentació, si és que en l'arquitectura de Martinell aquests dos conceptes poden anar separats. Cal remarcar els arcs catenaris que es troben en el soterrani, així com els arcs que separen el molí de les tines, aquestes amb un suport molt típic dintre de les estructures de Cèsar Martinell. El totxo és l'element bàsic amb el qual, amb gran habilitat constructiva, Cèsar Martinell fa quasi tots els seus treballs. Es construeix per iniciativa del Sindicat de Vinyaters d'Igualada. És una obra protegit com a bé cultural d'interès local.
L'any 2016 l'edifici es va reobrir, després d'un procés de consolidació, recuperació i millora de l'accessibilitat impulsat per la cooperativa AgroIgualada amb la col·laboració de l'Ajuntament d'Igualada. L'acte de reobertura comptà amb les intervencions del president d'AgroIgualada Cooperativa, Xavier Bargalló, l'alcalde d'Igualada, Marc Castells, l'arquitecte responsable de la rehabilitació, Pep Riba, i la historiadora de l'art i especialista en la figura de Martinell, Raquel Lacuesta.

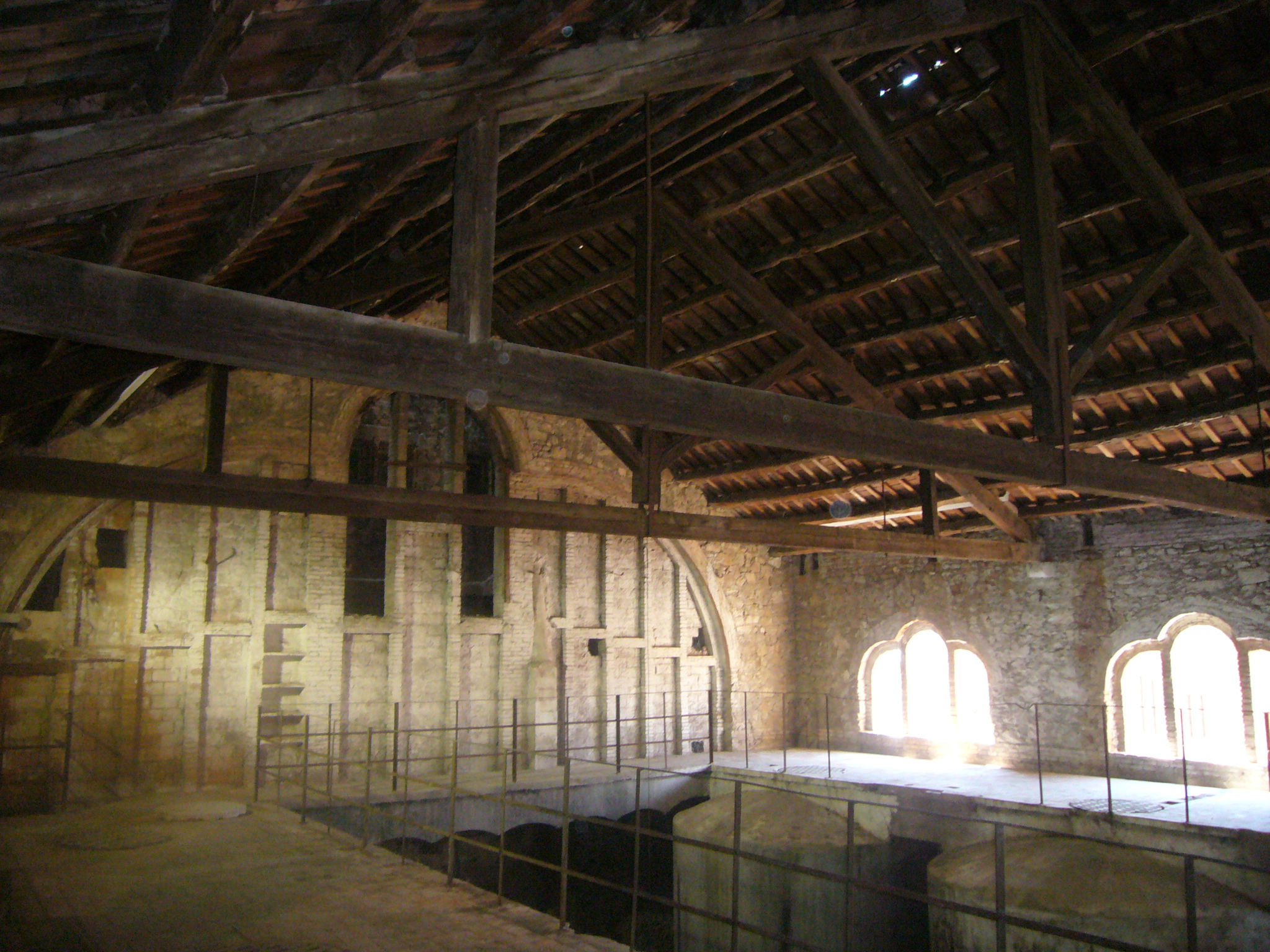
Estat de la coberta l'any 2010, abans de la primera intervenció
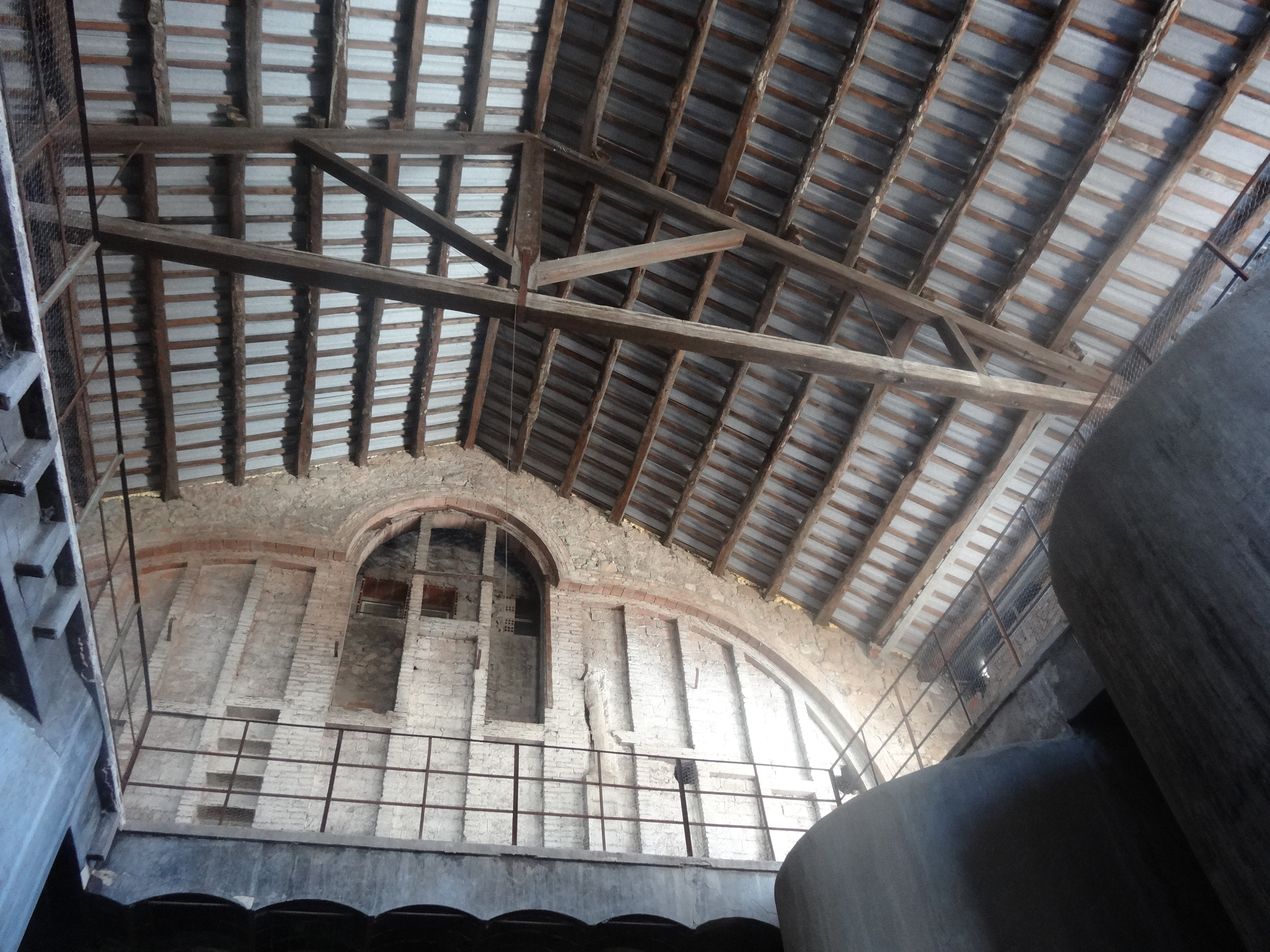
Estat de la coberta l'any 2016, després de la primera intervenció
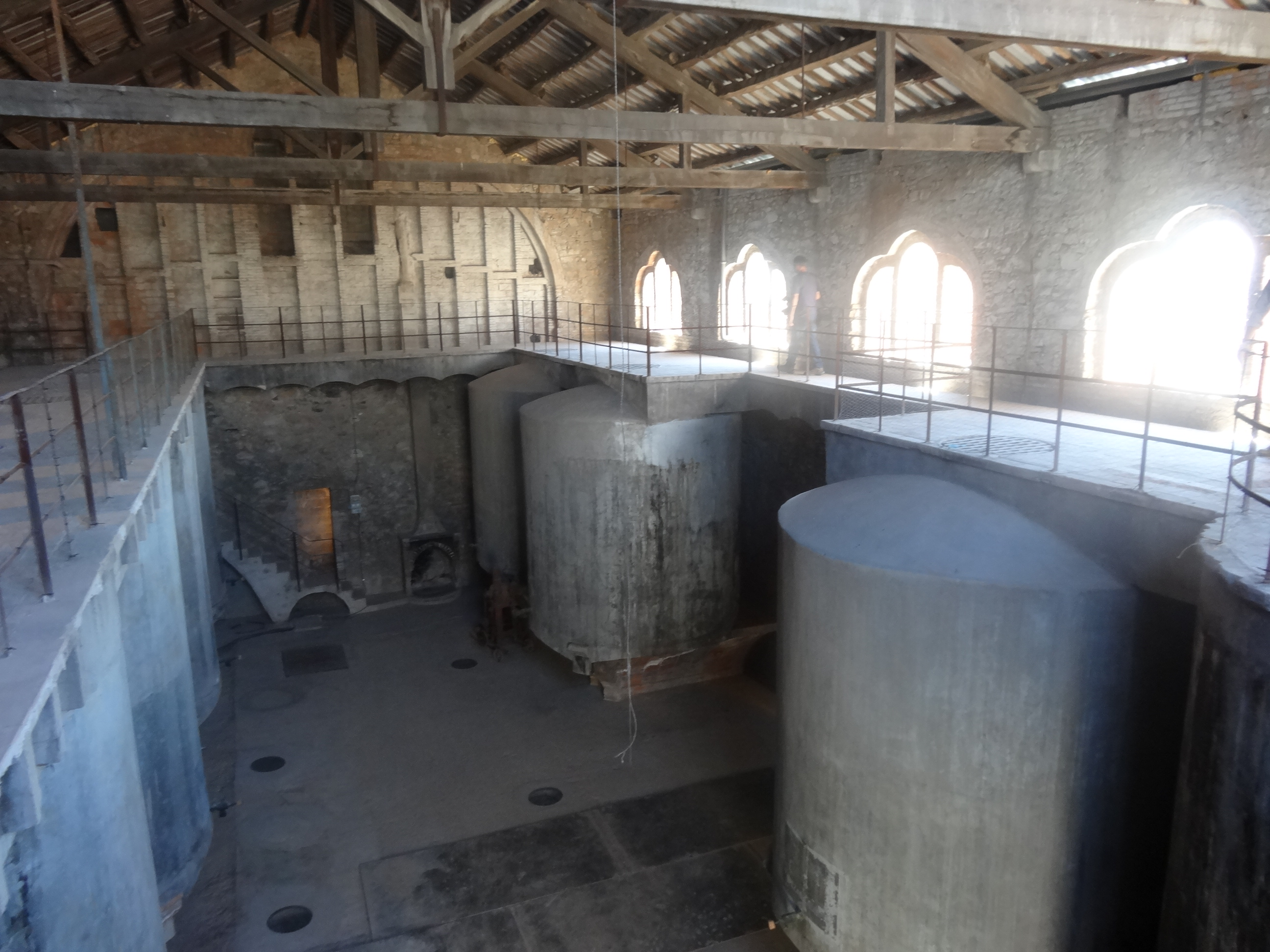
Vista general (2016)
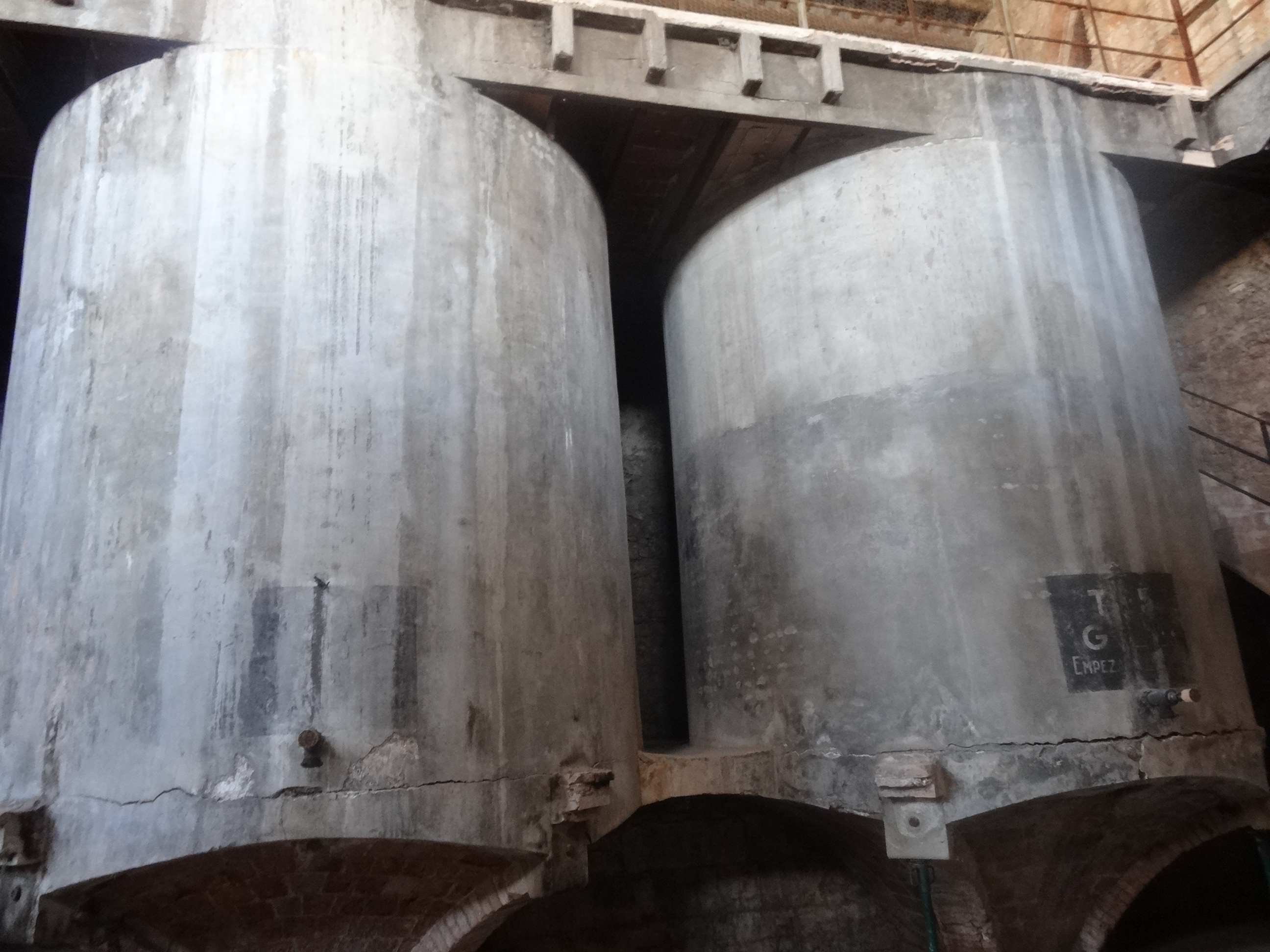
Dues de les 22 tines de vi, de 15.000 litres de capacitat cada una
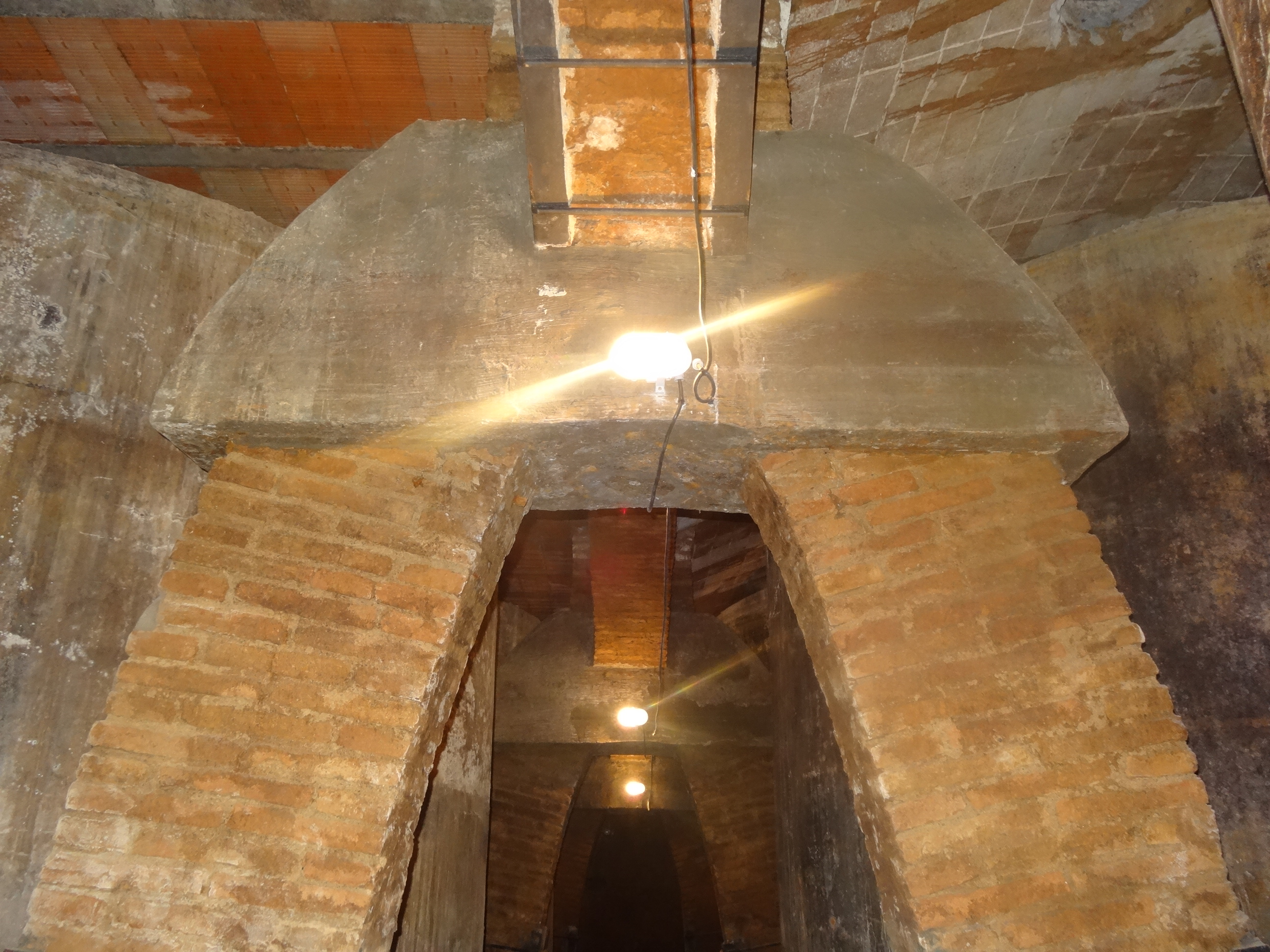
Arc catenari de maons al soterrani, coronat per un reforç de ciment
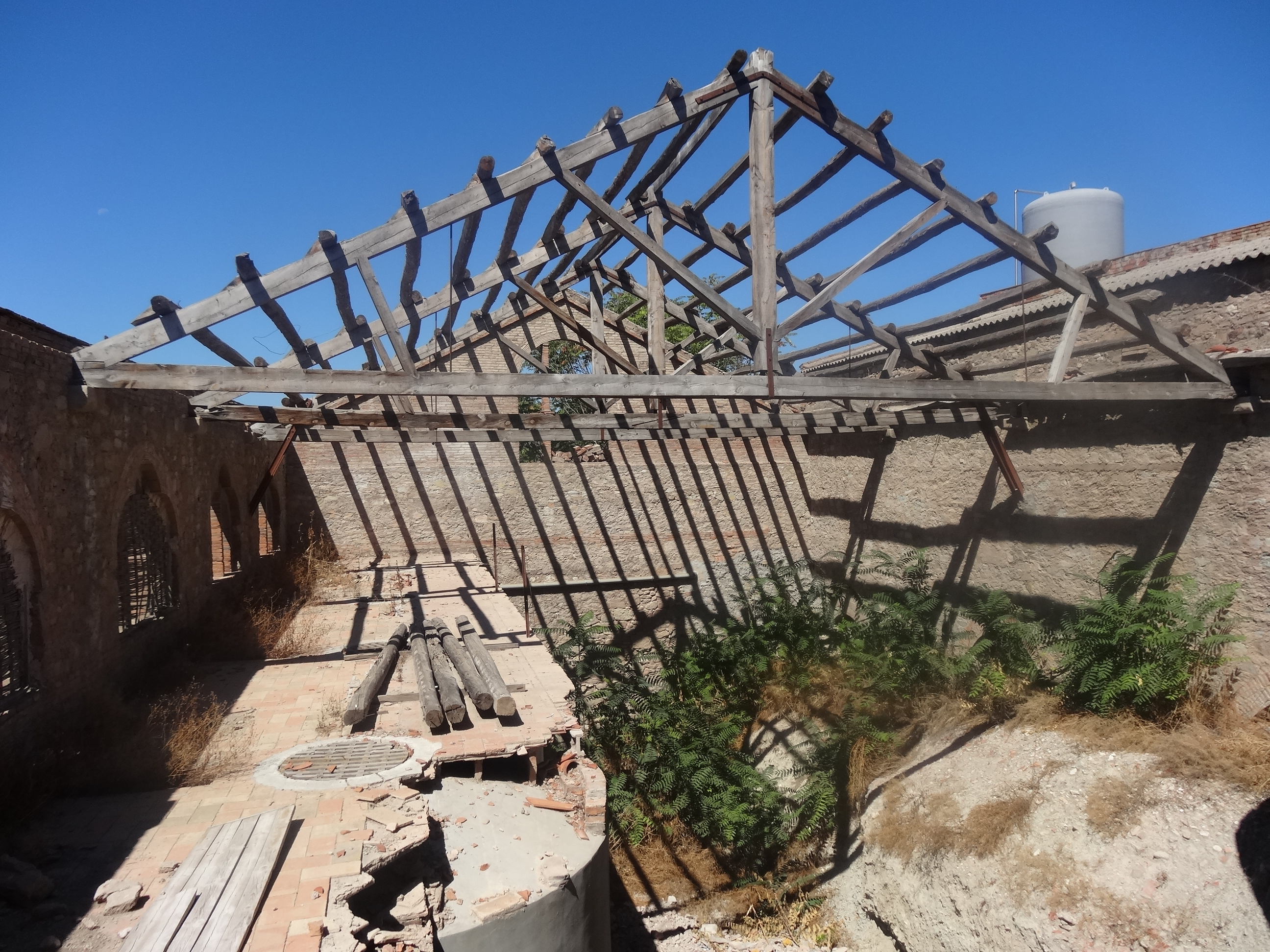
Segona nau, amb l'encavallada i sense coberta (2016)